# Иван Глушков
Иван Запрянов Глушков е български политик от БЗНС.

## Биография
Роден е на 17 януари 1937 г. в град София. През 1955 г. завършва средно образование в родния си град. През 1961 г. завършва френска филология в Софийския университет и за кратко е учител в гимназия в Перник. От 1963 до 1970 г. е преводач и икономист в предприятията „Машиноимпорт“ и „Интерпред“. Между 1970 и 1991 г. работи като журналист във вестник „Земеделско знаме“. По това време членува в БЗНС. Заместник-председател е на VII ВНС. По това време е член на УС на БЗНС. Бил е депутат в XXXVII и XXXVIII НС и член на комисията по национална сигурност в XXXVIII НС. Член е на Постоянното присъствие на БЗНС. През 1991 г. става заместник главен редактор на Земеделско знаме Глушков е един от 39-имата депутати отказали да подпишат конституцията на България през 1991 г.